# Чемпіонат світу з трекових велоперегонів 2013
Чемпіонат світу з трекових велоперегонів 2013 проходив з 20 по 24 лютого 2013 року в Мінську, Білорусь на Мінськ-Арена. Всього у змагання взяли участь 262 спортсмени з 35 країн, які розіграли 19 комплектів нагород — 10 у чоловіків та 9 у жінок.

## Медалісти

### Чоловіки
| Дисципліна                         | Золото                                                                             | Срібло                                                                             | Бронза                                                                                     |
| Спринт                             | Штефан Боттічер                                                                    | Денис Дмітрієв                                                                     | Франсуа Перві                                                                              |
| Гіт (1 км)                         | Франсуа Перві (1:00.221)                                                           | Саймон ван Велтувен (1:00.869)                                                     | Йоахім Айлерс (1:01.450)                                                                   |
| Індивідуальна гонка переслідування | Майкл Гепберн (4:16.733)                                                           | Мартін Ірвайн (4:24.528)                                                           | Штефан Кюнг (4:22.841)                                                                     |
| Командна гонка переслідування      | Австралія Гленн О'Ші Александр Едмондсон Майкл Гепберн Александр Морган (3:56.751) | Велика Британія Стівен Берк Едвард Кленсі Семюел Гаррісон Ендрю Теннант (4:00.967) | Данія Лассе Норман Гансен Каспер фон Фолсаш Матіас Мюллер Нільсен Расмус Квааде (3:59.821) |
| Командний спринт                   | Німеччина Рене Ендерс Штефан Боттічер Максиміліан Леві (43.495)                    | Нова Зеландія Ітан Мітчелл Сем Вебстер Едвард Докінс (43.544)                      | Франція Жюльєн Пальма Франсуа Перві Мікаель Д'Алмейда (43.798)                             |
| Кейрін                             | Джейсон Кенні                                                                      | Максиміліан Леві                                                                   | Маттейс Бюхлі                                                                              |
| Скретч                             | Мартін Ірвайн                                                                      | Андреас Мюллер                                                                     | Люк Девісон                                                                                |
| Гонка за очками                    | Саймон Єйтс (35)                                                                   | Елой Теруель (34)                                                                  | Кирил Свєшніков (30)                                                                       |
| Медісон                            | Франція Вів'єн Брісс Морган Кнайскі (18)                                           | Іспанія Давід Мунтанер Альберт Торрес (15)                                         | Німеччина Хеннінг Боммель Тео Рейнхардт (13)                                               |
| Омніум                             | Аарон Гейт (18)                                                                    | Лассе Норман Гансен (21)                                                           | Гленн О'Ші (22)                                                                            |

### Жінки
| Дисципліна                         | Золото                                                        | Срібло                                                         | Бронза                                                        |
| Спринт                             | Ребекка Джеймс                                                | Крістіна Фоґель                                                | Лі Хвейші                                                     |
| Гіт (500 м)                        | Лі Хвейші (33.973)                                            | Міріам Вельте (33.996)                                         | Ребекка Джеймс (34.133)                                       |
| Індивідуальна гонка переслідування | Сара Гаммер (3:32.050)                                        | Емі К'юр (3:40.685)                                            | Аннетт Едмондсон (3:36.830)                                   |
| Командна гонка переслідування      | Велика Британія Дені Кінг Лора Тротт Елінор Баркер (3:18.140) | Австралія Аннетт Едмондсон Емі К'юр Мелісса Госкінс (3:19.913) | Канада Джилліан Карлтон Джасмін Глессер Лора Браун (3:20.704) |
| Командний спринт                   | Німеччина Міріам Вельте Крістіна Фоґель (33.053)              | КНР Гун Цзіньцзє Гуо Шуан (33.083)                             | Велика Британія Вікторія Вільямсон Ребекка Джеймс (33.893)    |
| Кейрін                             | Ребекка Джеймс                                                | Гун Цзіньцзє                                                   | Лісандра Ґуерра                                               |
| Скретч                             | Катаржина Павловська                                          | Софія Арреола                                                  | Євгенія Романюта                                              |
| Гонка за очками                    | Ярміла Махачова (30)                                          | Софія Арреола (29)                                             | Джорджія Бронзіні (22)                                        |
| Омніум                             | Сара Гаммер (20)                                              | Лора Тротт (24)                                                | Аннетт Едмондсон (26)                                         |

## Загальний медальний залік
| Місце  | Країна          | Золото | Срібло | Бронза | Загалом |
| ------ | --------------- | ------ | ------ | ------ | ------- |
| 1      | Велика Британія | 5      | 2      | 2      | 9       |
| 2      | Німеччина       | 3      | 3      | 2      | 8       |
| 3      | Австралія       | 2      | 2      | 4      | 8       |
| 4      | Франція         | 2      |        | 2      | 4       |
| 5      | США             | 2      |        |        | 2       |
| 6      | Нова Зеландія   | 1      | 2      |        | 3       |
| 7      | Ірландія        | 1      | 1      |        | 2       |
| 8      | Гонконг         | 1      |        | 1      | 2       |
| 9      | Чехія           | 1      |        |        | 1       |
| 9      | Польща          | 1      |        |        | 1       |
| 11     | Іспанія         |        | 2      |        | 2       |
| 11     | КНР             |        | 2      |        | 2       |
| 11     | Мексика         |        | 2      |        | 2       |
| 14     | Росія           |        | 1      | 2      | 3       |
| 15     | Данія           |        | 1      | 1      | 2       |
| 16     | Австрія         |        | 1      |        | 1       |
| 17     | Канада          |        |        | 1      | 1       |
| 17     | Куба            |        |        | 1      | 1       |
| 17     | Італія          |        |        | 1      | 1       |
| 17     | Нідерланди      |        |        | 1      | 1       |
| 17     | Швейцарія       |        |        | 1      | 1       |
| Всього | Всього          | 19     | 19     | 19     | 57      |